# 2 mattacchioni al Moulin Rouge
2 mattacchioni al Moulin Rouge è un film del 1964 diretto da Giuseppe Vari (anche se alcune fonti citano Carlo Infascelli) che ha come protagonisti la coppia Franco e Ciccio. Fu distribuito nelle sale il 17 gennaio 1964.

## Trama
Nicolino lavora come cameriere al Moulin Rouge. La proprietaria è la vecchia Marisa, che ha dato la direzione al marito, il "sellerone". La punta di diamante degli spettacoli di striptease è Perla la Rossa, che decide di andarsene. Marisa chiede a Nicolino di ucciderla, per poter riavere il marito tutto per sé. E Perla la Rossa viene trovata morta.
Ciccio Di Magria è un ispettore di polizia che casualmente si trova nel locale. Compresa la situazione, decide di svolgere le indagini con l'aiuto di Nicolino. Il corpo di Perla scompare e viene trovata l'arma del delitto: un coltello sporco di sangue. Alla resa dei conti, Marisa confessa che è stata la mandante e Nicolino l'esecutore.
Perla però riappare: Ciccio si fa riconoscere come talent scout che ha messo in scena tutta quella farsa per lanciare la nuova diva degli spogliarelli. Intanto arriva il vero ispettore, che può solo prendere atto della situazione.

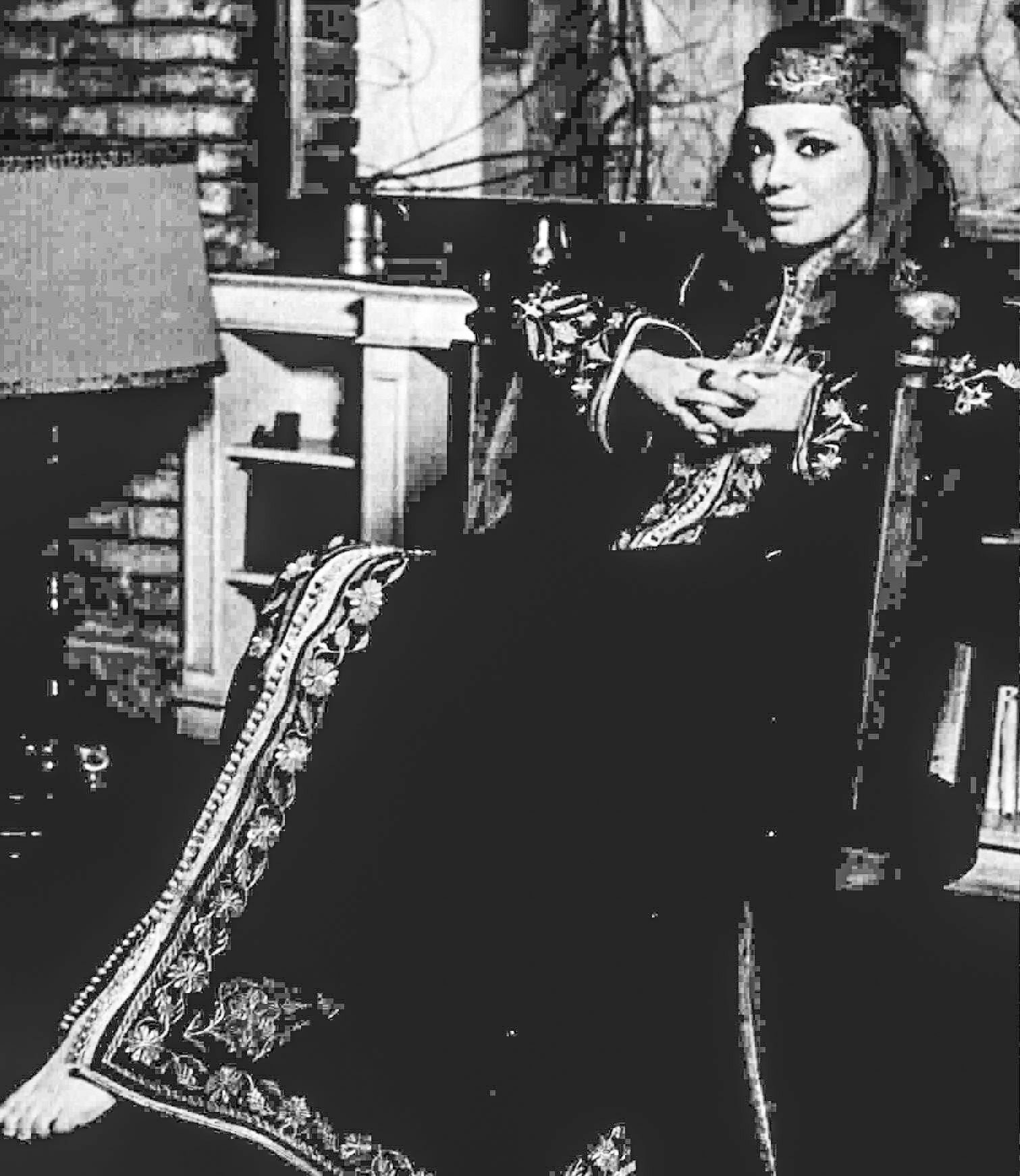
Perla la Rossa (Margaret Lee)
Margaret Lee e Franco Franchi
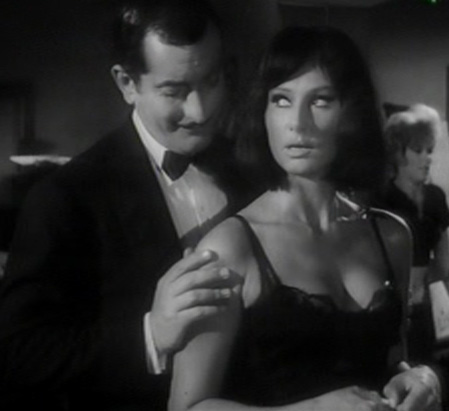
Riccardo Garrone e Annie Gorassini
Ciccio Ingrassia, Riccardo Garrone e Franco Franchi
Franco Franchi e Antonella Steni
Ciccio Ingrassia e Franco Franchi

## Produzione
Il film, uno dei sedici interpretati dalla coppia d'attori nel 1964, fu girato in pochissimi giorni: tutte le sequenze con Franchi e Ingrassia vennero girate in appena tre giorni.
Alcuni dei filmati musicali presenti sono gli stessi che era possibile vedere negli allora popolari video juke-box. Alcuni di questi - come quelli di Tanya (poi Lara Saint Paul) - in realtà sono a colori.
Uno dei filmati insertati (quello dei fisarmonicisti/acrobati) si era già visto in Carosello del varietà, film del 1955 diretto da Aldo Bonaldi e Aldo Quinti.

## Distribuzione
Il film fu distribuito nelle sale il 17 gennaio 1964.